# Shut Up 'n Play Yer Guitar
Shut Up 'n Play Yer Guitar es un triple álbum en directo del músico y compositor estadounidense Frank Zappa, con grabaciones entre febrero de 1977 y diciembre de 1980. La última pista, "Canard du Jour", es un dueto de Frank Zappa tocando el bouzouki y Jean-Luc Ponty tocando el violín barítono proveniente de una grabación de estudio de 1972.

## Lista de canciones
Todas las canciones compuestas por Frank Zappa excepto "Canard Du Jour" improvisada por Zappa/Ponty.

### Disco 1 (Shut Up 'n Play Yer Guitar)

#### Cara A
1. "Five-Five-Five" – 2:35 (1979-02-19)
2. "Hog Heaven" – 2:46 (1980-10-18)
3. "Shut Up 'n Play Yer Guitar" – 5:35 (1979-02-18)
4. "While You Were Out" – 6:09 (1979)

#### Cara B
1. "Treacherous Cretins" – 5:29 (1979-02-17)
2. "Heavy Duty Judy" – 4:39 (1980-12-05)
3. "Soup 'n Old Clothes" – 7:53 (1980-12-11)

### Disco 2 (Shut Up 'n Play Yer Guitar Some More)

#### Cara A
1. "Variations on the Carlos Santana Secret Chord Progression" – 3:56 (1980-12-11)
2. "Gee, I Like Your Pants" – 2:32 (1979-02-18)
3. "Canarsie" – 6:06 (1979-02-19)
4. "Ship Ahoy" – 5:26 (1976-02-03)

#### Cara B
1. "The Deathless Horsie" – 6:18 (1979-02-19)
2. "Shut Up 'n Play Yer Guitar Some More" – 6:52 (1979-02-17)
3. "Pink Napkins" – 4:41 (1977-02-17)

### Disco 3 (Return of the Son of Shut Up 'n Play Yer Guitar)

#### Cara A
1. "Beat It With Your Fist" – 1:39 (1980-10-30)
2. "Return of the Son of Shut Up 'n Play Yer Guitar" – 8:45 (1979-02-19)
3. "Pinocchio's Furniture" – 2:04 (1980-12-05)
4. "Why Johnny Can't Read" – 4:04 (1979-02-17)

#### Cara B
1. "Stucco Homes" – 8:56 (1979)
2. "Canard Du Jour" – 10:12 (1973)

## Personal
- Tommy Mars – teclados, voz
- Kerry McNabb – ingeniero de sonido
- Steve Nye – ingeniero de sonido
- Patrick O'Hearn – instrumentos de viento, bajo
- Denny Walley – guitarra, guitarra rítmica
- Ray White – guitarra, guitarra rítmica
- Jo Hansch – masterización
- John Swenson – notas del libreto
- Bob Harris – teclados
- Peter Wolf – teclados
- John Livzey – fotografía
- John Vince – diseño gráfico
- Ed Mann – percusión
- Ike Willis – guitarra, guitarra rítmica
- Bob Stone – remezclas
- Arthur Barrow – bajo
- Terry Bozzio – batería
- Joe Chiccarelli – ingeniero, mezclador y grabación
- Vinnie Colaiuta – batería, percusión
- Warren Cuccurullo – guitarra rítmica, sitar, guitarra
- George Douglas – ingeniero de sonido
- Roy Estrada – voz, bajo
- Frank Zappa – arreglista, compositor, dirección, teclados, voz, producción, bouzouki, guitarra
- Tom Flye – ingeniero de sonido
- Mick Glossop – ingeniero de sonido
- Bob Harris – teclados
- Andre Lewis – teclados
- Eddie Jobson – teclados, voz, violín
- Steve Vai – guitarra, guitarra rítmica
- Jean-Luc Ponty – teclados, violín